# Siedem kobiet w różnym wieku
Siedem kobiet w różnym wieku – krótkometrażowy, czarno-biały film dokumentalny z 1978 roku w reżyserii i według scenariusza Krzysztofa Kieślowskiego. Na film składa się siedem sekwencji z życia tancerek baletowych w różnym wieku – od dzieciństwa po wiek średni. Siedem kobiet w różnym wieku było odczytywane jako film poświęcony nie tylko baletowi, ale również cyklowi ludzkiego życia. Film otrzymał Grand Prix Złotego Lajkonika na Ogólnopolskim Festiwalu Filmów Krótkometrażowych w Krakowie.

## Opis filmu
Film składa się z siedmiu sekwencji podporządkowanych kolejnym dniom tygodnia – od czwartku do środy. Każdego dnia widz obserwuje sceny z życia innej kobiety związanej z baletem. W czwartek kamera towarzyszy małej dziewczynce, pełnej spontanicznych emocji. Drugą kobietą jest dziewczyna nastoletnia, bardziej zdyscyplinowana i ostrzej napominana przez nauczycielkę . Kolejne sekwencje pokazują tancerkę ćwiczącą układ z partnerem; balerinę podczas scenicznego triumfu; ponownie kobietę ćwiczącą z partnerem, której taniec sprawia już sporo trudności (Ewa Wycichowska) ; przeziębioną tancerkę zastępującą koleżankę (Alina Baranowska). W ostatniej sekwencji kamera pokazuje nauczycielkę w średnim wieku, która nie może już występować i uczy kolejne młode tancerki .

## Interpretacje

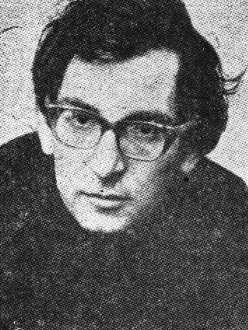
Krzysztof Kieślowski, reżyser filmu (1972)

### Film o balecie
Siedem kobiet w różnym wieku to film opowiadający o sztuce baletu. Składa się z dokumentalnych sekwencji, w których kamera obserwuje rozgrywające się sceny, bez reżyserskiej ingerencji w ich przebieg, czym nawiązuje do popularnej w latach 60. szkoły Karabasza. Kieślowski filmuje naturalne (nie sztucznie odegrane) gesty i reakcje bohaterów. Opowiada o żmudnej wieloletnie pracy tancerki baletowej, pokazuje treningi, wybieranie obsady do przedstawienia, próby i krótką chwilę tryumfu na scenie. Ewa Wycichowska, która grała jedną z kobiet w filmie Kieślowskiego, tak przedstawia wymagania, jakie stawiał jej reżyser podczas kręcenia filmu:

Zaofiarował mi rolę kobiety, która ma pokazać wysiłek. Tę ciężką pracę na próbie, która poprzedza występ na scenie. Po mnie w filmie lekko i z uśmiechem miała tańczyć Ewa Głowacka .

Reżyser pokazuje, jak wysiłek wkładany w taniec od dzieciństwa procentuje w kolejnych latach, ale również jak krótka jest kariera tancerki klasycznej. Przedostatnia kobieta, choć obiektywnie jeszcze dość młoda, wśród swoich koleżanek jest już seniorką, ostatnia może co najwyżej być nauczycielką młodych adeptek sztuki. Ewa Wycichowska tak oceniła film ze swojej perspektywy zawodowej:

Byłam zszokowana, jak trafnie dotknął istoty bycia tancerzem. Powinno się go oglądać w tym zawodzie, co jakiś czas. Żeby wiedzieć, jak zmienia się perspektywa, kiedy jest się w pełni sił, i kiedy kończy się kariera 

### Film o przemijaniu
Kieślowski nie ogranicza się – jak to miało miejsce w stworzonej przez Karabasza estetyce filmu – do zapisywania codzienności. Pokazanie scen z życia staje się podstawą do refleksji o ulotności życia. Kariera tancerki jest metaforą przemijalności.
Kobiety przedstawione w filmie łączy nie tylko balet, wszystkie są brunetkami o podobnych rysach twarzy. Poprzez zastosowanie czarno-białej taśmy oraz długiej ogniskowej obiektywu, która sprawia, że tło poza bohaterką traci ostrość, można odnieść wrażenie, że wszystkie przedstawione sceny dzieją się w podobnym otoczeniu. Postacie bohaterek i tło stają się jednorodne. Sprawia to, że widz, oglądając film, wykracza poza zarysowaną w tytule filmu (Siedem kobiet...) strukturę i patrzy na bohaterki jak na jedną postać.
Dla każdej baletnicy reżyser przeznaczył jeden dzień z tygodnia. Kieślowski rozpoczął swoją opowieść o życiu od czwartku. W ten sposób pierwsza i ostatnia scena przypada na dzień powszedni, co akcentuje rolę pracy. Chwila tryumfu, która przypadnie w niedzielę, okupiona jest godzinami wysiłku i nauki. Edukacja zaczyna się już pierwszej sekwencji, nauczycielka mówi „Tu nie można nie myśleć, bo się nic nie zrobi, jak się nie pomyśli dobrze”. Rady, które są wskazówkami podczas lekcji baletu, mogą równie dobrze odnosić się do całego życia, w które wkraczają młode adeptki sztuki. W sobotę uwagę tancerki przyciąga małe dziecko, od tego dnia aż do poniedziałku, podczas ćwiczeń, prób i występów będzie jej towarzyszył mężczyzna. Szczyt sławy i formy przypada w niedzielę, która jest świętem życia. Mimo wspaniałej oprawy brakuje w nim jednak pełni – udawany pocałunek dwojga kochanków jest pusty. Reżyser chwilę największego spełnienia podaje w wątpliwość.
Bohaterka wtorku, Alina Baranowska, starzejąca się baletnica, jako jedyna w filmie przedstawiona jest z imienia i nazwiska. To, że jej imię i nazwisko zostaje wymienione, jest dodatkową formą napiętnowania postaci, która odsunięta została poza główny nurt wydarzeń. Ostatnia bohaterka nie jest aktywną zawodowo tancerką, pracuje jako nauczycielka w szkole baletu. Jej postać pojawiła się już w pierwszych scenach. Opowieść zatoczywszy koło, powraca do początku. Mikołaj Jazdon streszczał owo przesłanie utworu słowami: „życie człowieka, jak tworzenie świata, rozwija się etapami, by dopiero wraz ze swym końcem objawić pełnię”.

## Odbiór
Sam Krzysztof Kieślowski był niezadowolony z filmu Siedem kobiet w różnym wieku; w wywiadzie z Grażyną Banaszkiewicz stwierdzał, że jego dokument stanowi „marnowanie i państwowych pieniędzy, i mojego czasu”. Krytycy filmowi byli bardziej pobłażliwi wobec utworu Kieślowskiego niż on sam. Rafał Marszałek uznawał, że na film składa się „pozornie siedem biografii, w rzeczywistości analiza jednego biologicznego losu, jednej określonej egzystencji, zamkniętej, zawieszonej między młodzieńczymi nadziejami a przedwczesną rezygnacją” . Marszałek wychwycił również nawiązania reżysera do filmu Věry Chytilovej O czymś innym (1963), którego jedną z bohaterek była zdeterminowana, narzucająca sobie rygor gimnastyczka. Zdaniem Mikołaja Jazdona Siedem kobiet w różnym wieku to „arcydzieło kina dokumentalnego”.

## Nawiązania
Czytelną aluzją do dokumentu Kieślowskiego jest polska wersja tytułu irańskiego film Se Zan (ang. Three Women) z 2008 roku. Dystrybutor zatytułował tę produkcję Trzy kobiety w różnym wieku. Historia opowiedziana w filmie (choć bez intencji reżyserskich) stanowi obraz analogiczny do dokumentu Kieślowskiego. Przedstawia losy trzech generacji: babki, matki i córki z tradycyjnej irańskiej rodziny .

## Nagrody
- 1979 – Grand Prix „Złoty Lajkonik” na XIX Ogólnopolskim Festiwalu Filmów Krótkometrażowych w Krakowie (razem z filmem Z punktu widzenia nocnego portiera)[14]